# Astatumen trinacriae
Astatumen trinacriae är en djurart som tillhör fylumet trögkrypare, och som först beskrevs av Arcidiacono 1962.  Astatumen trinacriae ingår i släktet Astatumen och familjen Hypsibiidae. Inga underarter finns listade i Catalogue of Life.